# Wereldkampioenschap korfbal 2011
Het Wereldkampioenschap korfbal 2011 werd van 27 oktober 2011 tot en met 5 november 2011 in China gehouden. Alle wedstrijden werden gespeeld in de stad Shaoxing. Net als alle andere edities was de finale opnieuw een ontmoeting tussen het Nederlands korfbalteam en het Belgisch korfbalteam. Nederland prolongeerde de wereldtitel. De strijd op het brons werd gewonnen door Chinees Taipei ten koste van het Catalaans korfbalteam.

## Kwalificatie
Op basis van de ranglijst in de continentale toernooien werden zestien landen uitgenodigd:
- Gastland: China
- Kampioen van Afrika: Zuid-Afrika
- Top vier van het kampioenschap van Azië / Oceanië: Chinees Taipei, Australië, India en Hongkong
- Top tien van het Europees kampioenschap korfbal 2010: Nederland, België, Tsjechië, Duitsland, Catalonië, Engeland, Portugal, Rusland, Polen en Hongarije. Hongarije sloeg de uitnodiging af en werd vervangen door Wales, de nummer 11 van het EK.

## Poule Fase
De nummers 1 en 2 van elke poule stromen door naar de volgende kampioensgroepen. De overige nummer 3 en 4 van de poules moeten doorstromen naar de zo genoemde verliezersgroepen. De landen werden ingedeeld op basis van de wereldranglijst.

### Poule A
| Land      | Win | Ver | DV  | DT  | +/- | Pnt |
| --------- | --- | --- | --- | --- | --- | --- |
| Nederland | 3   | 0   | 118 | 34  | +84 | 9   |
| Portugal  | 2   | 1   | 69  | 59  | +10 | 6   |
| Duitsland | 1   | 2   | 46  | 59  | -13 | 3   |
| India     | 0   | 3   | 44  | 125 | -81 | 0   |

| Datum   | Plaats   | Land      | Score   | Land      |  | Scheidsrechter 1 | Scheidsrechter 2 | Scheidsrechter 3 |
| ------- | -------- | --------- | ------- | --------- |  | ---------------- | ---------------- | ---------------- |
| 27 okt. | Shaoxing | Duitsland | 25 - 19 | India     |  | A. Visser        | S. Jones         | J. Chiang Chiu   |
| 27 okt. | Shaoxing | Nederland | 34 - 13 | Portugal  |  | S. Anus          | V. vd Beken      | L. Rosie         |
| 28 okt. | Shaoxing | Portugal  | 40 - 14 | India     |  | G. Picqueur      | A. Mosterdijk    | T. Elekes        |
| 28 okt. | Shaoxing | Nederland | 24 - 10 | Duitsland |  | C. Tsang         | L. Rosie         | J. Chiang Chiu   |
| 29 okt. | Shaoxing | Nederland | 60 - 11 | India     |  | G. Picqueur      | C. Tsang         | V. vd Beken      |
| 29 okt. | Shaoxing | Duitsland | 11 - 16 | Portugal  |  | G. Picqueur      | C. Tsang         | V. vd Beken      |

### Poule B
| Land        | Win | Ver | DV  | DT  | +/-  | Pnt |
| ----------- | --- | --- | --- | --- | ---- | --- |
| België      | 3   | 0   | 137 | 27  | +110 | 9   |
| Rusland     | 2   | 1   | 79  | 61  | +18  | 6   |
| Hongkong    | 1   | 2   | 46  | 101 | -55  | 3   |
| Zuid-Afrika | 0   | 3   | 31  | 104 | -73  | 0   |

| Datum   | Plaats   | Land        | Score   | Land        |  | Scheidsrechter 1 | Scheidsrechter 2 | Scheidsrechter 3 |
| ------- | -------- | ----------- | ------- | ----------- |  | ---------------- | ---------------- | ---------------- |
| 27 okt. | Shaoxing | Rusland     | 33 - 17 | Hongkong    |  | G. Picqueur      | O. Fridrich      | A. Mosterdijk    |
| 27 okt. | Shaoxing | België      | 46 - 10 | Zuid-Afrika |  | C. Tsang         | R. Kumar Saini   | T. Elekes        |
| 28 okt. | Shaoxing | Zuid-Afrika | 12 - 23 | Hongkong    |  | A. Visser        | O. Fridrich      | V. vd Beken      |
| 28 okt. | Shaoxing | België      | 35 - 11 | Rusland     |  | S. Jones         | S. Anus          | R. Kumar Saini   |
| 29 okt. | Shaoxing | België      | 56 - 6  | Hongkong    |  | A. Visser        | O. Fridrich      | T. Elekes        |
| 29 okt. | Shaoxing | Rusland     | 35 - 9  | Zuid-Afrika |  | S. Jones         | A. Mosterdijk    | R. Kumar Saini   |

### Poule C
| Land           | Win | Ver | DV | DT | +/- | Pnt |
| -------------- | --- | --- | -- | -- | --- | --- |
| Chinees Taipei | 3   | 0   | 93 | 54 | +39 | 9   |
| Engeland       | 2   | 1   | 66 | 56 | +5  | 6   |
| Polen          | 1   | 2   | 51 | 80 | -29 | 3   |
| Australië      | 0   | 3   | 59 | 79 | -20 | 0   |

| Datum   | Plaats   | Land           | Score   | Land      |  | Scheidsrechter 1 | Scheidsrechter 2 | Scheidsrechter 3 |
| ------- | -------- | -------------- | ------- | --------- |  | ---------------- | ---------------- | ---------------- |
| 27 okt. | Shaoxing | Engeland       | 23 - 14 | Polen     |  | G. Picqueur      | O. Fridrich      | A. Mosterdijk    |
| 27 okt. | Shaoxing | Chinees Taipei | 32 - 21 | Australië |  | C. Tsang         | R. Kumar Saini   | T. Elekes        |
| 28 okt. | Shaoxing | Engeland       | 23 - 17 | Australië |  | A. Visser        | O. Fridrich      | V. vd Beken      |
| 28 okt. | Shaoxing | Chinees Taipei | 36 - 13 | Polen     |  | S. Jones         | S. Anus          | S. Kumar Saini   |
| 29 okt. | Shaoxing | Australië      | 21 - 24 | Polen     |  | S. Jones         | A. Mosterdijk    | S. Kumar Saini   |
| 29 okt. | Shaoxing | Chinees Taipei | 25 - 20 | Engeland  |  | A. Visser        | O. Fridrich      | T. Elekes        |

### Poule D
| Land      | Win | Ver | DV | DT | +/- | Pnt |
| --------- | --- | --- | -- | -- | --- | --- |
| Catalonië | 3   | 0   | 76 | 39 | +37 | 9   |
| Tsjechië  | 2   | 1   | 70 | 41 | +29 | 6   |
| China     | 1   | 2   | 50 | 65 | -15 | 3   |
| Wales     | 0   | 3   | 23 | 74 | -51 | 0   |

| Datum   | Plaats   | Land      | Score   | Land      |  | Scheidsrechter 1 | Scheidsrechter 2 | Scheidsrechter 3 |
| ------- | -------- | --------- | ------- | --------- |  | ---------------- | ---------------- | ---------------- |
| 27 okt. | Shaoxing | Tsjechië  | 16 - 21 | Catalonië |  | A. Visser        | S. Jones         | J. Chiang Chiu   |
| 27 okt. | Shaoxing | China     | 17 - 13 | Wales     |  | S. Anus          | V. vd Beken      | L. Rosie         |
| 28 okt. | Shaoxing | Catalonië | 28 - 6  | Wales     |  | G. Picqueur      | T. Elekes        | M. Ding          |
| 28 okt. | Shaoxing | China     | 16 - 25 | Tsjechië  |  | A. Mosterdijk    | C. Tsang         | J. Chiang Chiu   |
| 29 okt. | Shaoxing | Tsjechië  | 29 - 4  | Wales     |  | S. Anus          | J. Chiang Chiu   | W. Jia Yu        |
| 29 okt. | Shaoxing | China     | 17 - 27 | Catalonië |  | S. Anus          | L. Rosie         | J. Chiang Chiu   |

## Tweede ronde

### Kampioensgroep A
De nummers 1 en 2 uit de groepen A en D spelen in de kampioengroep A tegen elkaar, behalve tegen het team waar in de eerste ronde al tegen is gespeeld (het resultaat van die wedstrijd wordt meegenomen). Nederland (1e plek) en Portugal (2e plek) komen uit groep A. Uit groep D komen Catalonië (1e plek) en Tsjechië (2e plek)
| Land      | Win | Ver | DV  | DT | +/- | Pnt |
| --------- | --- | --- | --- | -- | --- | --- |
| Nederland | 3   | 0   | 104 | 42 | +62 | 9   |
| Catalonië | 2   | 1   | 50  | 63 | -13 | 6   |
| Tsjechië  | 1   | 2   | 54  | 77 | -23 | 3   |
| Portugal  | 0   | 3   | 46  | 72 | -26 | 0   |

| Datum   | Plaats   | Land      | Score   | Land      |  | Scheidsrechter 1 | Scheidsrechter 2 | Scheidsrechter 3 |
| ------- | -------- | --------- | ------- | --------- |  | ---------------- | ---------------- | ---------------- |
| 31 okt. | Shaoxing | Catalonië | 18 - 15 | Portugal  |  | S. Jones         | O. Fridrich      | A. Mosterdijk    |
| 31 okt. | Shaoxing | Tsjechië  | 18 - 38 | Nederland |  | S. Anus          | T. Elekes        | J. Chiang Chiu   |
| 1 nov.  | Shaoxing | Catalonië | 11 - 32 | Nederland |  | S. Jones         | S. Anus          | V. vd Beken      |
| 1 nov.  | Shaoxing | Tsjechië  | 20 - 18 | Portugal  |  | S. Jones         | S. Anus          | V. vd Beken      |

### Kampioensgroep B
De nummers 1 en 2 uit de groepen B en C spelen in de kampioensgroep B tegen elkaar, behalve tegen het team waar in de eerste ronde al tegen is gespeeld (het resultaat van die wedstrijd wordt meegenomen). België (1e plek) en Rusland (2e plek) komen uit groep B. Uit groep C komen Chinees Taipei (1e plek) en Engeland (2e plek)
| Land           | Win | Ver | DV | DT | +/- | Pnt |
| -------------- | --- | --- | -- | -- | --- | --- |
| België         | 3   | 0   | 87 | 44 | +43 | 9   |
| Chinees Taipei | 2   | 1   | 67 | 53 | +14 | 6   |
| Engeland       | 1   | 2   | 58 | 77 | -19 | 3   |
| Rusland        | 0   | 3   | 44 | 82 | -38 | 0   |

| Datum   | Plaats   | Land           | Score   | Land    |  | Scheidsrechter 1 | Scheidsrechter 2 | Scheidsrechter 3 |
| ------- | -------- | -------------- | ------- | ------- |  | ---------------- | ---------------- | ---------------- |
| 31 okt. | Shaoxing | Engeland       | 16 - 31 | België  |  | S. Anus          | T. Elekes        | J. Chiang Chiu   |
| 31 okt. | Shaoxing | Chinees Taipei | 25 - 12 | Rusland |  | S. Jones         | O. Fridrich      | A. Mosterdijk    |
| 1 nov.  | Shaoxing | Chinees Taipei | 17 - 21 | België  |  | A. Visser        | A. Mosterdijk    | T. Elekes        |
| 1 nov.  | Shaoxing | Engeland       | 22 - 21 | Rusland |  | A. Visser        | A. Mosterdijk    | T. Elekes        |

### Verliezersgroep A
De nummers 3 en 4 uit de groepen A en D spelen in de verliezersgroep A tegen elkaar, behalve tegen het team waar in de eerste ronde al tegen is gespeeld (het resultaat van die wedstrijd wordt meegenomen). Duitsland (3e plek) en India (4e plek) komen uit groep B. Uit groep C komen China (3e plek) en Wales (4e plek)
| Land      | Win | Ver | DV | DT | +/- | Pnt |
| --------- | --- | --- | -- | -- | --- | --- |
| Duitsland | 3   | 0   | 74 | 47 | +27 | 9   |
| China     | 2   | 1   | 70 | 64 | +6  | 6   |
| India     | 1   | 2   | 70 | 76 | -6  | 3   |
| Wales     | 0   | 3   | 39 | 66 | -27 | 0   |

| Datum   | Plaats   | Land  | Score   | Land      |  | Scheidsrechter 1 | Scheidsrechter 2 | Scheidsrechter 3 |
| ------- | -------- | ----- | ------- | --------- |  | ---------------- | ---------------- | ---------------- |
| 31 okt. | Shaoxing | Wales | 12 - 24 | Duitsland |  | A. Visser        | C. Tsang         | L. Rosie         |
| 31 okt. | Shaoxing | China | 37 - 26 | India     |  | S. Visser        | V. vd Beken      | L. Rosie         |
| 1 nov.  | Shaoxing | China | 16 - 25 | Duitsland |  | O. Fridrich      | C. Tsang         | L. Rosie         |
| 1 nov.  | Shaoxing | Wales | 14 - 25 | India     |  | G. Picqueur      | J. Chiang Chiu   | X. Barbara       |

### Verliezersgroep B
De nummers 3 en 4 uit de groepen B en C spelen in de verliezersgroep B tegen elkaar, behalve tegen het team waar in de eerste ronde al tegen is gespeeld (het resultaat van die wedstrijd wordt meegenomen). Hong Kong (3e plek) en Zuid-Afrika (4e plek) komen uit groep B. Uit groep C komen Polen (3e plek) en Australië (4e plek)
| Land        | Win | Ver | DV | DT | +/- | Pnt |
| ----------- | --- | --- | -- | -- | --- | --- |
| Polen       | 3   | 0   | 76 | 55 | +21 | 9   |
| Australië   | 2   | 1   | 81 | 59 | +22 | 6   |
| Hongkong    | 1   | 2   | 64 | 72 | -8  | 3   |
| Zuid-Afrika | 0   | 3   | 40 | 75 | -35 | 0   |

| Datum   | Plaats   | Land      | Score   | Land        |  | Scheidsrechter 1 | Scheidsrechter 2 | Scheidsrechter 3 |
| ------- | -------- | --------- | ------- | ----------- |  | ---------------- | ---------------- | ---------------- |
| 31 okt. | Shaoxing | Australië | 29 - 21 | Hongkong    |  | Picqueur         | V. vd Beken      | S. Kumar Saini   |
| 31 okt. | Shaoxing | Polen     | 21 - 14 | Zuid-Afrika |  | S. V. vd Beken   | S. Kumar Saini   | X. Barbara       |
| 1 nov.  | Shaoxing | Australië | 31 - 14 | Zuid-Afrika |  | O. Fridrich      | C. Tsang         | S. Kumar Saini   |
| 1 nov.  | Shaoxing | Polen     | 31 - 20 | Hongkong    |  | G. Picqueur      | J. Chiang Chiu   | X. Martin        |

## (Halve) finales

### Voor plek 13-16
| Datum  | Plaats   | Land        | Score   | Land        |  | Scheidsrechter 1 | Scheidsrechter 2 | Scheidsrechter 3 | Voor plek |
| ------ | -------- | ----------- | ------- | ----------- |  | ---------------- | ---------------- | ---------------- | --------- |
| 2 nov. | Shaoxing | India       | 28 - 16 | Zuid-Afrika |  | A. Visser        | S. Anus          | L. Rosie         | 13 t/m 16 |
| 2 nov. | Shaoxing | Wales       | 15 - 19 | Hongkong    |  | O. Fridrich      | S. Kumar Saini   | T. Elekes        | 13 t/m 16 |
| 4 nov. | Shaoxing | Zuid-Afrika | 13 - 14 | Wales       |  | S. Anus          | S. Kumar Saini   | T. Elekes        | 15 en 16  |
| 4 nov. | Shaoxing | India       | 20 - 14 | Hongkong    |  | S. Anus          | A. Mosterdijk    | C. Tsang         | 13 en 14  |

### Voor plek 9-12
| Datum  | Plaats   | Land      | Score   | Land      |  | Scheidsrechter 1 | Scheidsrechter 2 | Scheidsrechter 3 | Voor plek |
| ------ | -------- | --------- | ------- | --------- |  | ---------------- | ---------------- | ---------------- | --------- |
| 2 nov. | Shaoxing | Duitsland | 26 - 15 | Australië |  | C. Tsang         | V. vd Beken      | J. Chiang Chiu   | 9 t/m 12  |
| 2 nov. | Shaoxing | China     | 20 - 21 | Polen     |  | S. Jones         | G. Picqueur      | A. Mosterdijk    | 9 t/m 12  |
| 4 nov. | Shaoxing | China     | 23 - 20 | Australië |  | A.Visser         | G. Picqueur      | O. Fridrich      | 11 en 12  |
| 4 nov. | Shaoxing | Polen     | 18 - 23 | Duitsland |  | S. Jones         | G. Picqueur      | V. vd Beken      | 9 en 10   |

### Voor plek 5-8
| Datum  | Plaats   | Land     | Score   | Land     |  | Scheidsrechter 1 | Scheidsrechter 2 | Scheidsrechter 3 | Voor plek |
| ------ | -------- | -------- | ------- | -------- |  | ---------------- | ---------------- | ---------------- | --------- |
| 3 nov. | Shaoxing | Tsjechië | 21 - 23 | Rusland  |  | A. Mosterdijk    | C. Tsang         | R. Kumar Saini   | 5 t/m 8   |
| 3 nov. | Shaoxing | Portugal | 23 - 24 | Engeland |  | O. Fridrich      | L. Rosie         | J. Chiang Chiu   | 5 t/m 8   |
| 5 nov. | Shaoxing | Tsjechië | 12 - 16 | Portugal |  | S. Anus          | C. Tsang         | J. Chiang Chiu   | 7 en 8    |
| 5 nov. | Shaoxing | Rusland  | 22 - 29 | Engeland |  | A. Visser        | T. Elekes        | L. Rosie         | 5 en 6    |

### Voor plek 1-4
| Datum  | Plaats   | Land      | Score   | Land           |  | Scheidsrechter 1 | Scheidsrechter 2 | Scheidsrechter 3 | Voor plek |
| ------ | -------- | --------- | ------- | -------------- |  | ---------------- | ---------------- | ---------------- | --------- |
| 3 nov. | Shaoxing | Nederland | 27 - 17 | Chinees Taipei |  | G. Picqueur      | V. vd Beken      | T. Elekes        | 1 t/m 4   |
| 3 nov. | Shaoxing | Catalonië | 14 - 27 | België         |  | A. Visser        | S. Jones         | S. Anus          | 1 t/m 4   |
| 5 nov. | Shaoxing | Catalonië | 16 - 33 | Chinees Taipei |  | G. Picqueur      | A. Mosterdijk    | C. Tsang         | 3 en 4    |
| 5 nov. | Shaoxing | België    | 26 - 32 | Nederland      |  | S. Jones         | O. Fridrich      | S. Anus          | 1 en 2    |

## Eindstand
| Positie | Land           | Toernooi statistieken | Toernooi statistieken | Toernooi statistieken | Toernooi statistieken | Toernooi statistieken | Toernooi statistieken | Toernooi statistieken |
| Positie | Land           | Gespeeld              | Gewonnen              | Gelijk                | Verloren              | Goals voor            | Goals tegen           | Saldo                 |
| ------- | -------------- | --------------------- | --------------------- | --------------------- | --------------------- | --------------------- | --------------------- | --------------------- |
| 1       | Nederland      | 7                     | 7                     | 0                     | 0                     | 247                   | 106                   | +141                  |
| 2       | België         | 7                     | 6                     | 0                     | 1                     | 242                   | 106                   | +136                  |
| 3       | Chinees Taipei | 7                     | 5                     | 0                     | 2                     | 185                   | 130                   | +55                   |
| 4       | Catalonië      | 7                     | 4                     | 0                     | 3                     | 135                   | 146                   | -11                   |
| 5       | Engeland       | 7                     | 5                     | 0                     | 2                     | 157                   | 153                   | +4                    |
| 6       | Rusland        | 7                     | 3                     | 0                     | 4                     | 157                   | 158                   | -1                    |
| 7       | Portugal       | 7                     | 3                     | 0                     | 4                     | 141                   | 133                   | +8                    |
| 8       | Tsjechië       | 7                     | 3                     | 0                     | 4                     | 141                   | 136                   | +5                    |
| 9       | Duitsland      | 7                     | 5                     | 0                     | 2                     | 144                   | 120                   | +24                   |
| 10      | Polen          | 7                     | 2                     | 0                     | 5                     | 142                   | 157                   | -15                   |
| 11      | China          | 7                     | 3                     | 0                     | 4                     | 146                   | 157                   | -11                   |
| 12      | Australië      | 7                     | 2                     | 0                     | 5                     | 154                   | 163                   | -9                    |
| 13      | India          | 7                     | 3                     | 0                     | 4                     | 143                   | 206                   | -63                   |
| 14      | Hongkong       | 7                     | 2                     | 0                     | 5                     | 120                   | 196                   | -76                   |
| 15      | Wales          | 7                     | 1                     | 0                     | 6                     | 78                    | 155                   | -77                   |
| 16      | Zuid-Afrika    | 7                     | 0                     | 0                     | 7                     | 88                    | 198                   | -110                  |

## Kampioen
| Kampioen van WK 2011       |
| -------------------------- |
| Nederland Achtste WK titel |

1978 · 
1984 · 
1987 · 
1991 · 
1995 · 
1999 · 
2003 · 
2007 · 
2011 · 
2015 · 
2019 · 
2023 ·